# ديريك كامبل (متزلج على مسار قصير)
ديريك كامبل هو متزلج على مسار قصير كندي، ولد في 18 فبراير 1972 في كامبريدج في كندا.

## وصلات خارجية
- ديريك كامبل على موقع أوليمبيديا (الإنجليزية)